# Bekulap
Bekulap is een bestuurslaag in het regentschap Langkat van de provincie Noord-Sumatra, Indonesië. Bekulap telt 4007 inwoners (volkstelling 2010).